# Cueva de Zeus Olímpico
La Cueva de Zeus Olímpico es una cueva y griega del santuario dedicado a Zeus en la ladera noroeste de la colina de la Acrópolis de Atenas en Grecia.
La cueva ha estado en uso al menos desde el 400 a. C. En el santuario se veneraba a Zeus con los epítetos Olympios (‘Zeus Olímpico’) y Astrapeo (‘Zeus de los relámpagos’). El lugar ha sido identificado a partir de descripciones de Tucídides y Estrabón, entre otros. En la boca de la cueva hay un altar. Se dice que los que viajaban a Delfos (pythaistai) permanecían en la cueva esperando ver un destello de Zeus en el monte Parnés como señal del momento adecuado para iniciar el viaje.
El camino Peripatos conducía al santuario desde los alrededores de la colina de la Acrópolis. En el lado oeste de la cueva se encuentran la Cueva de Apolo  Hipoacreo y la  fuente Clepsidra, y en el lado este la  Cueva de Pan.